# ユニチカオークタウン貝塚

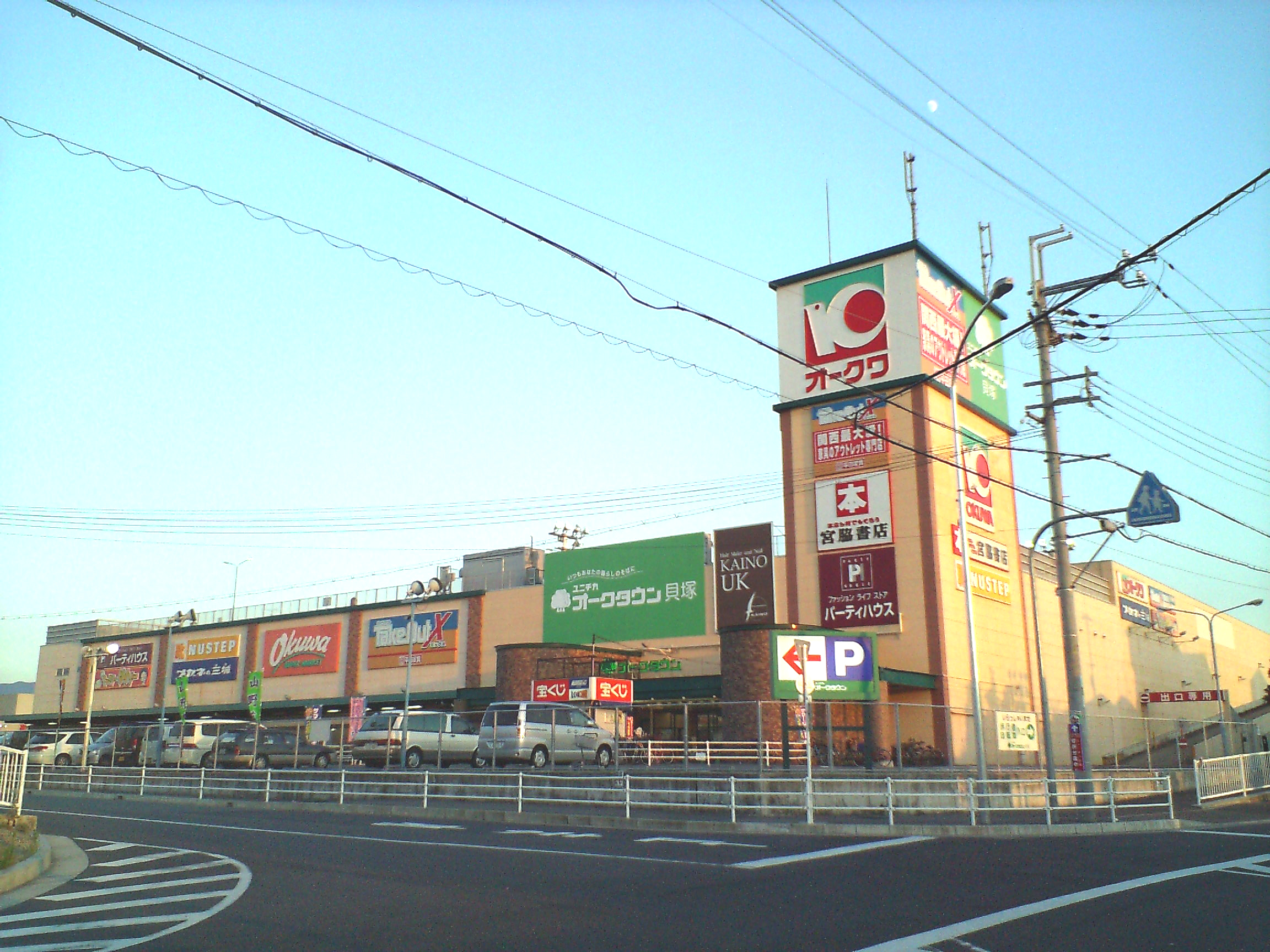
2007年7月

オークタウン貝塚（オークタウンかいづか）は、かつて大阪府貝塚市にあったユニチカ系のショッピングセンターである。

## 概要
ユニチカ株式会社が旧・貝塚工場跡地に建設、1994年（平成6年）11月にオープンしたショッピングセンター。当初は株式会社ダイエーハイパーマート東貝塚店としてオープン。食品、日用雑貨、衣料品等の郊外型大規模ディスカウントとして営業していたが、2001年（平成13年）4月末にダイエーが撤退し営業が休止した。約1年後の2002年（平成14年）4月、全館改装を経て、ユニチカオークタウン貝塚としてリニューアルオープンした。核となる大規模専門店をはじめ、中小の専門店が入るファミリー層を主にターゲットとしたインビル型の「バリューセンター」としての再出発となった。
建物は2階建、1階と2階が店舗、屋上は駐車場となっている。 2018年（平成30年）4月15日に閉館した。その後、解体されて更地になったが、現在では中古車販売店が開業している。

## 主な店舗及び施設
- 2F ザ・ダイソー オークタウン貝塚店
- 2F サンピエロ（雑貨）
- 1F バラエティ101 貝塚店（雑貨）

## かつての店舗及び施設
- 1F 宮脇書店 東貝塚店
- 1F グルメジャンクション（フードコート）
- 1F キリン堂 オークタウン貝塚店
- 2F ジョーシン  貝塚店(岸和田店と統合)
- 2F ニトリ  貝塚店 (大阪府下1号店)
- 1F ひごペットフレンドリー オークタウン貝塚店
- 1F 宝くじ売場
- 2F 平田家具 テイクアウトエックス貝塚店
- 2F チャイルズ（ゲームセンター）
- 2F トップギア（ラジコンショップ）
- 2F Kid's US.LAND オークタウン貝塚店
- 2F CLAM*STAR（ヘアサロン）
- 1F オークワ オークタウン貝塚店
- 1F パーティハウス オークタウン貝塚店
- 1F レディーストータルトクヤ（婦人服）
- 1F アスビーファム 貝塚店（靴）
- 1F 手芸の丸十 貝塚店

## 交通アクセス
鉄道
- JR西日本阪和線
  - 東貝塚駅から西へ約500m
- 南海本線
  - 貝塚駅から約1.3km

自動車
- 国道26号
  - 東小学校南交差点から南東へ約100m